# San Pedro Jaltepetongo
San Pedro Jaltepetongo är en kommun i Mexiko.   Den ligger i delstaten Oaxaca, i den sydöstra delen av landet, 290 km sydost om huvudstaden Mexico City.